# Rachel Bolan
Rachel Bolan (Point Pleasant, 9 de febrero de 1966), nacido como James Richard Southworth, es un bajista y cantante estadounidense, reconocido por ser uno de los músicos fundadores de la banda de hard rock Skid Row.

## Carrera
Bolan es popular por ser el bajista y líder de la banda Skid Row, proveniente de Nueva Jersey. Fundó la banda en 1986 junto al guitarrista Dave "Snake" Sabo. Participó también en el disco Trouble Walkin' de Ace Frehley, ex Kiss, y formó la banda Prunella Scales, junto a Phil Varone (ex Saigon Kick), con la cual publicó el disco Dressing up the Idiot de 1997.
Rachel, aún en Skid Row, integró un proyecto paralelo llamado The Quazimotors junto a Dave Gara, anterior baterista de Skid Row. A comienzos del 2007 produjo el álbum debut de la banda The Luchagors.
A principios de 2012 se unió brevemente a Stone Sour debido a la salida del bajista Shawn Economaki a finales de 2011 para grabar el álbum House Of Gold And Bones - Part 1, el cual salió a la venta en octubre de 2012.

## Discografía

### Con Skid Row
- Skid Row (1989)
- Slave to the Grind (1991)
- B-Side Ourselves (1992)
- Subhuman Race (1995)
- 40 Seasons: The Best of Skid Row (1998)
- Thickskin (2003)
- Revolutions per Minute (2006)

### Con otras bandas
- Trouble Walkin' - Ace Frehley (1989), colabora en las voces y en el bajo en todo el trabajo.
- Ace Frehley Greatest Hits Live - Ace Frehley (2006), participa en la canción "Give it to me Anyway".

- Dressing up the Idiot - Prunella Scales (1997)